# في علوم النبض (كتاب)
في علوم النبض (بالفارسية: رگ‌شناسی) هو كتاب طبي فارسي كتبه أبو علي بن سينا المعروف بابن سينا. يعتبر الكتاب أحد كتابي المؤلف الوحيدين المكتوبين باللغة الفارسية.

## موضوع الكتاب
ينقسم الكتاب إلى تسعة فصول. تقدم الثلاثة الأولى نظرة عامة على وظائف جسم الإنسان كمقدمة للموضوع الرئيسي، وهي دراسة النبض. تتناول الفصول الثلاثة التالية النبض بشيء من التفصيل. يلخص الفصلان السابع والثامن أفكارًا حول النبض من كتاب القانون في الطب. ويختتم الفصل الأخير الكتاب بملاحظات تكميلية مذكورة سلفًا في كتابه الآخر القانون في الطب.
على عكس أعماله العربية، قصد ابن سينا أن يكون هذا الكتاب لعامة القراء، وبالتالي ألفه باللغة العامية.